# Sant Llorenç d'Adri
Sant Llorenç d'Adri és una església romànica del segle xii situada al poble d'Adri dins del municipi de Canet d'Adri. És un temple rural senzill però amb la porta rica en iconografia religiosa. És un monument inventariat a l'Inventari del Patrimoni Arquitectònic de Catalunya.

## Localització
L'església es troba al municipi de Canet d'Adri. Malgrat que és la Vall d'Adri, per proximitat fa que s'inclogui dins del conjunt de pobles de la Mancomunitat de la Vall del Llémena. És la zona on hi ha el nucli més important del vulcanisme del Gironès (dels quals un és el puig d'Adri).

## Descripció de l'edifici

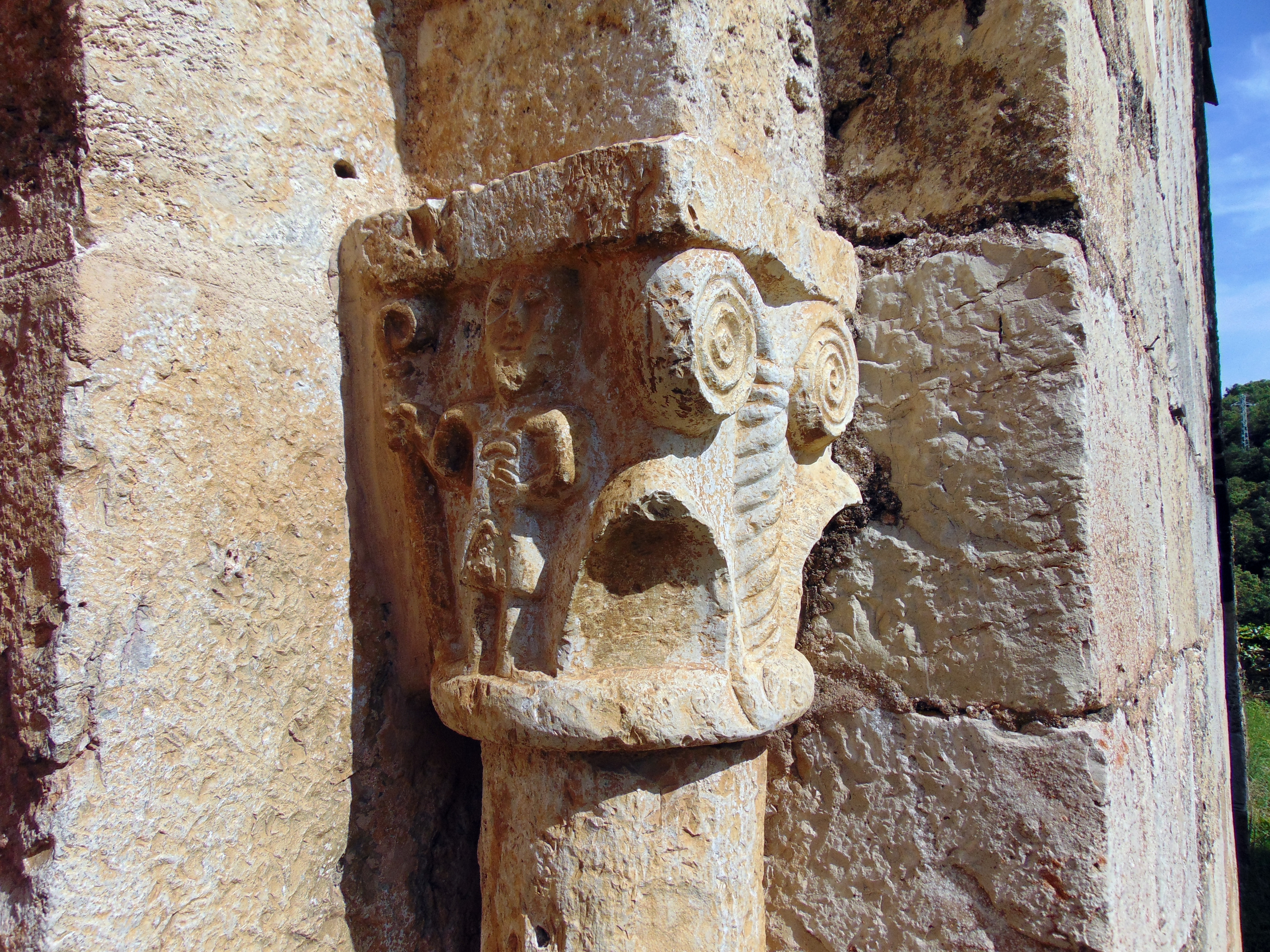
Capitell de la porta

Església romànica construïda amb pedra volcànica originalment de planta d'una sola nau, capejada per un absis semicircular decorat exteriorment amb un fris dentat. La façana s'obre a ponent i hi destaca una finestra de mig punt al centre i la porta. Aquesta porta està remarcada per dues arquivoltes i suportada per dues columnes amb capitells esculturats un amb un ocell i un cap humà i l'altre amb una figura de bisbe i un dibuix geomètric. Presenta un campanar de torre de planta quadrada, obertures geminades de mig punt i coberta piramidal. 
Al costat de la façana lateral esquerra, es troben unes escales que pugen cap al teulat i sobresurten de la torre del campanar. La porta d'accés és de fusta revestida amb xapa de ferro i decorada amb unes flors de lis a la part superior. Un seguit de claus van formant quadrats com a elements decoratius més. La porta té un passamà de ferro forjat en forma de serp tot decorat per incisió amb detalls decoratius, on s'hi observa restes de policromies, i una data enmig de l'agafamans, el 1854, any en què es devia refer el xapat en la darrera fase d'arranjaments de l'església. Afectada pels terratrèmols del segle xv, l'església fou refeta posteriorment, en diverses fases que s'allargaren fins al segle xviii, amb l'alçament de la nau, la construcció de capelles laterals i l'erecció, sobre la nau, del campanar. Entre el 1931 i 1935 va ser reformada i resaturada per Rafael Masó.